# Tour de Suède
Le Tour de Suède (également appelé PostGirot Open) est une ancienne compétition cycliste internationale, disputée en Suède de 1982 à 2002.

## Palmarès
| Année | Vainqueur               | Deuxième             | Troisième           |
| ----- | ----------------------- | -------------------- | ------------------- |
| 1982  | Tommy Prim              | Giuseppe Petito      | Lucien Van Impe     |
| 1983  | Tommy Prim              | Alexandre Krasnov    | Per Christiansson   |
| 1984  | Allan Peiper            | Alf Segersäll        | Sean Yates          |
| 1985  | Marc Gomez              | Gerrit Solleveld     | Atle Kvålsvoll      |
| 1986  | Gilbert Duclos-Lassalle | Frans Maassen        | Jelle Nijdam        |
| 1987  | Gerrie Knetemann        | Andrzej Mierzejewski | Per Moberg          |
| 1988  | Jesper Worre            | Bruno Cornillet      | Edwig Van Hooydonck |
| 1989  | Atle Kvålsvoll          | Viatcheslav Ekimov   | Peter Pegestam      |
| 1990  | Dimitri Zhdanov         | Frans Maassen        | Jelle Nijdam        |
| 1991  | Michael Andersson       | Dag Erik Pedersen    | Lars Wahlqvist      |
| 1992  | Michael Andersson       | Bo Hamburger         | Daren Smith         |
| 1993  | Phil Anderson           | Francis Moreau       | Lance Armstrong     |
| 1994  | Erik Dekker             | Michel Lafis         | Arvis Piziks        |
| 1995  | Erik Dekker             | Michel Lafis         | Léon van Bon        |
| 1996  | Michael Blaudzun        | Bert Dietz           | Max van Heeswijk    |
| 1997  | Gianpaolo Mondini       | Stephan Gottschling  | Sven Hølestøl       |
| 1998  | Steven de Jongh         | Magnus Bäckstedt     | Marcus Ljungqvist   |
| 1999  | Jakob Piil              | Jesper Skibby        | Martin Rittsel      |
| 2000  | Michael Andersson       | Erik Dekker          | Fabio Malberti      |
| 2001  | Thor Hushovd            | Stuart O'Grady       | Raphael Schweda     |
| 2002  | Kurt Asle Arvesen       | René Haselbacher     | Fredrik Modin       |